# نوسترومو
نوسترومو (العنوان الكامل نوسترومو، حكاية من الساحل) (بالإنجليزية: Nostromo, A Tale of the Seaboard)‏ هي رواية نشرت في عام 1904 بقلم الكاتب البولندي جوزيف كونراد، وتقع أحداثها في جمهورية وهمية في أمريكا الجنوبية تدعى «كوستاغوانا». وقد نشرت أصلا بشكل مسلسل في عددين من جريدة تي بي الأسبوعية.
في عام 1998، وضعت المكتبة الحديثة في رواية نوسترومو في المرتبة 47 على قائمتها ضمن أفضل مائة رواية مكتوبة بالإنجليزية في القرن العشرين. وقال فرنسيس سكوت فيتزجيرالد، «أتمنى لو أني قد كتبت نوسترومو بدلا من أي رواية أخرى».

## خلفية
تدور أحداث رواية كونراد في مدينة سولاكو، وهي ميناء خيالي في المنطقة الغربية من البلد الخيالي أيضًا المعروف باسم كوستاغوانا.
يقدم جوزيف كونراد شرحًا مفصلًا للأصول الملهمة لروايته في «مذكرة المؤلف» التي أضافها إلى الطبعات اللاحقة من نوسترومو. يروي فيها سماعه لقصة رجل سرق «مركبًا كاملًا من الفضة» بمفرده. كان كونراد حينها يبلغ من العمر سبعة عشر عامًا تقريبًا، في أثناء خدمته على متن سفينة في خليج المكسيك. يستمر كونراد في روايته، ويذكر أنه قد نسي القصة حتى مصادفته بعد خمسة وعشرين عامًا كتابًا عن الرحلات في أحد المتاجر لبيع الكتب المستعملة، يحكي فيه الكاتب عن عمله لسنوات على متن سكونة يدعي مالكها أنه اللص نفسه الذي سرق الفضة.

## ملخص الحبكة
تدور أحداث نوسترومو في الريف الجنوبي الأمريكي من كوستاغوانا، وتحديدًا في المقاطعة الغربية من البلاد ومدينتها الساحلية ذات الميناء، سولاكو. تشبه كوستاغوانا كولومبيا بجغرافيتها، على الرغم من كونها أمة خيالية. تمتلك كوستاغوانا تاريخًا طويلًا من الاستبداد والثورة والحرب، لكنها شهدت فترة من الاستقرار مؤخرًا في عهد الدكتاتور ريبيرا.
تشارلز غولد هو مواطن من كوستاغوانا من أصل إنجليزي يمتلك امتيازًا مهمًا في مجال استخراج الفضة بالقرب من ميناء سولاكو الرئيسي. سئم تشارلز من عدم الاستقرار السياسي في كوستاغوانا وما رافقه من فساد، واستخدم ثروته لدعم حكومة ريبيرا التي اعتقد أنها ستحقق استقرار البلاد في نهاية الأمر، بعد سنوات من سوء حكم الدكتاتوريين وطغيانهم الذين عملوا لأجل مصالحهم فقط. عوضًا عن ذلك، تسبب منجم غولد للفضة بالمزيد من الثورات وظهور أمراء الحرب الذين نصبوا أنفسهم، ما أدى إلى غرق كوستاغوانا في الفوضى. أقدمت قوات الجنرال الثوري مونتيرو على غزو سولاكو بعد ضمان العاصمة الداخلية. يأمر غولد، الذي لم يرد للفضة التي يمتلكها أن تفسد أعداءه، نوسترومو، وهو «كاباتاز دي كارغادوريس» (رئيس عمال الميناء) الموثوق في سولاكو، بنقلها إلى الخارج حتى يتمكن من بيعها في الأسواق الدولية.
نوسترومو هو مغترب إيطالي وصل إلى منصبه من خلال شجاعته ومآثره الجريئة. («نوسترومو» هي الكلمة الإيطالية لـ«ملّاح» أو «زميل المقصورة»، ولكن يمكن اعتبار الاسم تحريفًا للعبارة الإيطالية «نوسترو أومو» التي تعني رجلنا). الاسم الحقيقي لنوسترومو هو جيوفاني باتيستا فيدانزا، وتعني فيدانزا «الثقة» باللغة الإيطالية القديمة.
يُعتبر نوسترومو شخصية قيادية في سولاكو يحترمها الأثرياء الأوروبيون، ويبدو أنه لا يمتلك حدودًا في ما يتعلق بقدراته على تولي السلطة بين السكان المحليين. على الرغم من ذلك، لم يعترف نوسترومو أبدًا بأنه جزء من مجتمع الطبقة العليا، بل نظر إليه الأغنياء باعتباره أداة مفيدة لهم. يعتقد تشارلز غولد وأرباب العمل أن نوسترومو شخص عفيف، ولهذا السبب عُهد له بنقل الفضة من سولاكو لحمايتها من الثوار. يرافق نوسترومو الشاب الصحفي مارتن ديكود في رحلته لتهريب الفضة من سولاكو، بيد أن المركب الذي سيحمل الفضة يتعرض للضرب في المياه قبالة سولاكو من قبل ناقلة تحمل القوات الثورية الغازية بقيادة الكولونيل سوتيلو. يتمكن نوسترومو وديكود من حماية الفضة من خلال وضع المركب على الشاطئ في غريت إيزابيل. يبقى ديكود مع الفضة في جزيرة غريت إيزابيل المهجورة في الخليج الواسع قبالة سولاكو، في حين يغادر نوسترومو المركب ويسبح عائدًا إلى الشاطئ دون أن يُمسَك به. تستمر قوة نوسترومو وشهرته بالنمو في سولاكو بينما يقطع الجبال ليحشد الجيش الذي ينقذ زعماء سولاكو من الثوار الذين بدؤوا تأسيس ولاية سولاكو المستقلة. في أثناء ذلك، تُرك ديكود وحده في الجزيرة المهجورة حيث يفقد عقله، فيأخذ زورق النجاة الصغير إلى البحر ويطلق النار على نفسه، بعد استخدامه بعض السبائك الفضية محاولًا زيادة وزنه حتى تغرق جثته في البحر.
لم تجلب مآثر نوسترومو خلال الثورة الشهرة التي كان يأمل بها، وشعر أنه مُستغَل ومغمور، إلى جانب شعوره بأنه قد خاطر بحياته من أجل لا شيء. غمره الاستياء الذي أدى إلى فساده وتدميره في النهاية لأنه أبقى المصير الحقيقي للفضة أمرًا سريًا بعد اعتقاد الجميع أنها فُقدت في البحر. وجد نفسه يصبح عبدًا للفضة ولهذا السر، حتى بدأ يستعيدها ببطء سبيكة تلو الأخرى عن طريق الرحلات الليلية إلى غريت إيزابيل. شكل مصير ديكود لغزًا بالنسبة لنوسترومو زاد من جنونه، بالإضافة إلى لغز سبائك الفضة المفقودة. في نهاية الأمر، بُنيت منارة في غريت إيزابيل، ما هدد قدرة نوسترومو على استعادة الكنز سرًا. تمكن نوسترومو الذي لطالما تمتع بالدهاء من إقامة علاقة وثيقة مع الأرمل جورجيو فيولا الذي عُين حارسًا للمنارة. وقع نوسترومو في حب ابنة جورجيو الصغرى، إلا أنه ارتبط بابنته الكبرى ليندا. أطلق جورجيو العجوز النار على نوسترومو عن طريق الخطأ في إحدى الليالي في أثناء محاولته استرداد المزيد من الفضة.

## روابط خارجية
- نوسترومو على موقع الموسوعة البريطانية (الإنجليزية)